# Никола Майков
Никола Танев Майков е български революционер, деец на Вътрешната македоно-одринска революционна организация.

## Биография
Майков е роден на 20 март 1870 година в Битоля, тогава в Османската империя. Завършва III клас в българската гимназия в Битоля. От 1895 година е член на ВМОРО. Майков е назначен за легален началник на района от Кукуречани до Смилево. Арестуван е през април 1903 година и е осъден на смърт задочно. Амнистиран е в 1904 година и отново заема поста си на легален районен началник. Арестуван е пак в 1905 година, осъден на 5 години и лежи в затвора до Хуриета в 1908 година. Умира след 1941 година.